# دراحي بوصلاح
دراحي بوصلاح هي إحدى بلديات ولاية ميلة يحدها من الشرق بلدية بوحاتم ومن الغرب بلدية جميلة (ولاية سطيف) ومن الشمال بلدية فرجيوة ومن الجنوب بلدية بن يحيى عبد الرحمن.